# 앤드루 잭슨
앤드루 잭슨(영어: Andrew Jackson, 1767년 3월 15일 ~ 1845년 6월 8일)은 미국의 제7대(1829년~1837년) 대통령이다. 또한 그는 미국의 군인으로서 1815년 뉴올리언스 전투에서 영국군과 싸워 대승을 거두었다. 켈트족의 피를 이어받은 첫 아일랜드계로서도, 또한, 귀족 출생이 아닌 최초의 미국 대통령이다. 민주당 소속으로는 최초의 미국 대통령이기도 하다. 독립 13개주와 관계가 없었던 최초의 미국 대통령이었으며, 또한 잭슨 민주주의 정신의 기원이었지만, 반면에 그는 흑인노예 농장주이기도 하였다.
1815년 뉴올리언스 전투에서 지형 지물과 솜 포대를 이용해 진지를 요새화한 것이 효과를 거두어서 불과 21명의 전사자로 영국군 2,037명을 전사시켜 대승을 거두었다. 그 후 인디언 토벌이후 영웅으로 떠올라서 1824년 미국 대통령 선거에 출마했으나, 존 퀸시 애덤스에게 패했다. 하지만 1828년 재도전으로 미국 대통령에 당선되었다.
미국 대통령 사상 유일하게 의회에서 불신임 결의를 한 대통령이며, 미수에 그쳤지만 미국 대통령 사상 최초로 암살의 표적이 되기도 했다.
영미전쟁(1812~14)에서 뛰어난 활약을 펼쳤고, 대통령 임기 중의 강경정책을 펴 "앤드루 1세"라는 야유를 받았지만, 미국 독립 전쟁부터 남북 전쟁 종전 시(1775~1865)까지를 "에이지 오브 잭슨"(페터르 루세프), "잭슨 에라"(Jackson Era)라고 곧잘 부르기도 한다. 또한 성격상 붙은 별명은 올드 히커리.
부인 레이첼 잭슨은 남편이 대통령에 취임하기 2개월 전에 급사하였고, 잭슨은 그녀의 사인이 된 것으로서 그의 정적 존 Q. 애덤스 및 그의 지지자를 격하게 비난하였다.

## 군인 이전의 생애
앤드루 잭슨은 1767년 3월 15일 스코틀랜드 장로교 이민자인 앤드루 잭슨 시니어와 엘리자베스 허친슨 잭슨 부부 사이에서 태어났다. 그의 부모가 아일랜드에서 이민을 떠난 지 2년 후의 일이었다. 아버지는 1738년경 아일랜드, 앤트림 주의 크릭퍼거스에서 태어났다. 그는 엘리자베스와 결혼하여 1765년에 땅을 팔고 미국으로 이주했다. 일가는 펜실베이니아에 도착하여, 육로를 스코틀랜드 - 아일랜드 공동체가 있는 왁스하우스로 향했다. 왁스하우스는 노스캐롤라이나 식민지와 사우스캐롤라이나 식민지 사이에 위치한 미개척 삼림 지역이었다. 잭슨은 휴 잭슨(1763년생), 로버트 잭슨(1764년생) 두 명의 형이 있었다. 아버지는 잭슨이 태어나기 3주 전인 1767년 2월 29세의 나이에 사고로 사망했다. 부모가 살았던 집은 현재 앤드루 잭슨 센터로 보존되어 일반에 공개되어 있다. 잭슨은 왁스하우스 지역에서 태어났으나 정확한 출생지는 논란의 대상이었다. 정작 자신은 사우스 캐롤라이나의 오두막에서 태어났다고 주장했다. 잭슨의 출생지를 둘러싼 논쟁은 노스캐롤라이나와 사우스 캐롤라이나 사이의 논쟁을 초래하게 되었다. 그 출생지에 관해서는 그의 영웅적인 업적과 천한 출생 때문에 많은 추측이 존재했다.

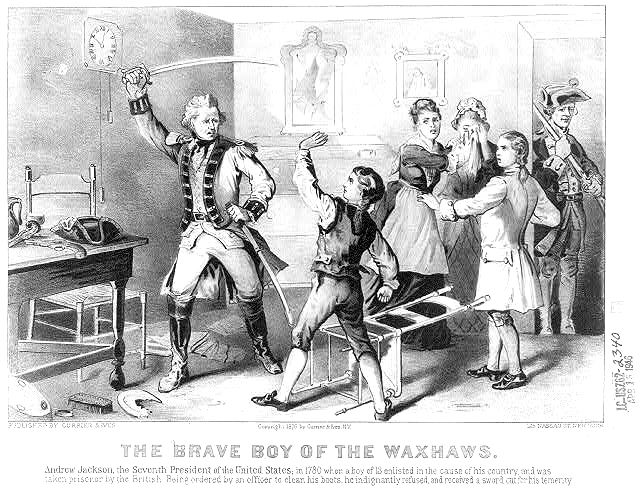
코핀 소령의 군화 닦기를 거절하는 어린 앤드루 잭슨, 1876년작(석판화)

잭슨은 현지 시골의 "오래된" 학교에서 간헐적인 교육을 받았지만, 충분한 교육을 받을 수 없었다. 미국 독립 전쟁이 시작되면서, 잭슨은 13세의 나이에 전령병(캐리어)으로 민병대에 입대했다. 맏형 휴는 스토노 페리 전투에서 1779년 6월 20일, 고열로 사망했다. 잭슨과 둘째 형 로버트는 영국군에 의해 체포되어 포로로 투옥되었다. 그들은 포로 상태에서 거의 굶어 죽을 뻔 했다. 잭슨이 영국군 장교의 군화를 닦는 것을 거부하면, 장교는 그를 칼로 베기도 했다. 그리하여 잭슨은 왼손에 흉터가 생겼고, 영국군에 대한 격렬한 증오를 품게 된다. 투옥되어 있는 동안 형제는 천연두에 걸리게 된다. 그의 어머니가 1781년 4월 27일 두 사람의 석방을 보장받은 다음 날 형 로버트는 사망했다. 어머니는 잭슨의 회복을 확신하고, 찰스턴 항구에 정박한 두 척의 배로 포로들의 간호를 자원했다. 그러나 그곳에서 콜레라가 발생하여, 그의 어머니는 1781년 11월 14세의 잭슨을 남기고 병으로 사망하여 묘비없는 무덤에 매장되었다. 잭슨의 직계 가족은 전쟁 동안에 모두 죽고 그는 영국군에게 원한을 품게 된다. 잭슨은 독립 전쟁에 종군했던 마지막 미국 대통령이었다.
1781년 잭슨은 안장 장인의 가게에서 일했다. 그 후 학교 교사로 일했고, 셀리스베리에서 법률을 배웠다. 1787년 법조계에 인정받아 존스보로에 이사를 갔고, 이어 노스캐롤라이나 웨스턴 디스트릭트로 이동했다. 이 지역은 1790년 사우스웨스트 준주가 되었다가, 이후 테네시 주가 되었다.
잭슨의 법률 지식은 부족했지만, 오지의 변호사로서는 충분하다는 것을 자각하고 있었다. 그는 명문 출신이 아니었기 때문에, 자신의 노력으로 경력을 쌓아야 했다. 그는 곧 무질서한 개척 시대의 법조계에서 두각을 나타냈다. 그가 다룬 문제의 대부분은 토지 문제와 폭행, 분쟁 같은 것이었다. 1788년 잭슨은 웨스턴 디스트릭트 법무관으로 임명되었으며, 1791년 오하이오 강 남부 준주에서도 법률관으로 일했다.
1796년 잭슨은 테네시 헌법 제정 회의에 대표로 선출되었고, 같은 해 테네시주가 성립되면서 주 의원에 선출되었다. 1797년 민주 공화당에서 상원의원으로 선출되었으나, 1년 이내에 사임한다. 1798년 테네시주 판사로 임명되어 1804년까지 같은 직을 맡았다.

## 군 경력

### 영미 전쟁과 인디언 대학살
잭슨은 1801년 테네시주에서 대령 계급의 민병대 사령관으로 임명받았다. 윌리엄 헨리 해리슨과 재커리 테일러와 마찬가지로 그는 오직 철저한 인디언 대학살로 군 경력을 쌓게 된다.
1812년의 영미전쟁에서 테쿰세는 앨라배마 북부와 조지아의 레드 스틱 크릭 족 인디언들에게 백인 개척민을 공격하자고 선동했다. 포트 밈스 학살에서 400명의 백인 개척민들이 살해당한 것을 계기로 미국 육군은 크릭 족을 공격하여, 크리크 전쟁이 시작되었다. 잭슨은 미국 육군을 지휘했지만, 그 휘하에 테네시 백인 민병대뿐만 아니라 미군과 동맹을 맺은 체로키 족, 촉토 족과 남부 크릭족이 포함됐다.
잭슨은 1814년 호스슈 벤드 전투에서 크릭 부족의 전통파 저항 전사 집단인 레드 스틱스를 격파했다. 800여명의 레드 스틱스 크릭 인디언이 학살되었지만, 잭슨은 투항한 윌리엄 웨더포드 추장을 구명했다.
이 전쟁에서는 크릭 족에 대해 잭슨 대령은 철저한 대량 학살을 지시했다. 남자도, 여자도, 아이라도 잭슨은 용서하지 않고 몰살했다. 어린 아이를 포함한 약 800명의 크리크 족을 죽이고, 죽인 인디언의 시체에서 코를 베어 전리품으로 삼았다. 여성과 아동을 포함한 인디언의 시체에서 살을 벗겨져, 군마 고삐로 사용했다. 또한 "여자가 살아남으면 부족이 늘어난다"는 생각으로 특히 여자(소녀, 아동 포함)를 철저하게 죽이도록 전군에 지시했다. 이 모두 앤드루 잭슨의 지휘였다.
샘 휴스턴과 데이비드 크로켓이 잭슨의 휘하에서 이 작전에 참가했다. 승리를 거둔 후에 잭슨은 크릭 족에게 잭슨 요새 조약에 조인을 강요했다. 잭슨을 도와 같이 싸운 크릭 족의 추장들은 항의했지만, 결과는 크리크 부족이 81,000 km2의 땅을 미국 정부에 할양시킬 수 있게 되었다. 잭슨은 이 작전의 성공으로 소장에 임명되었다.

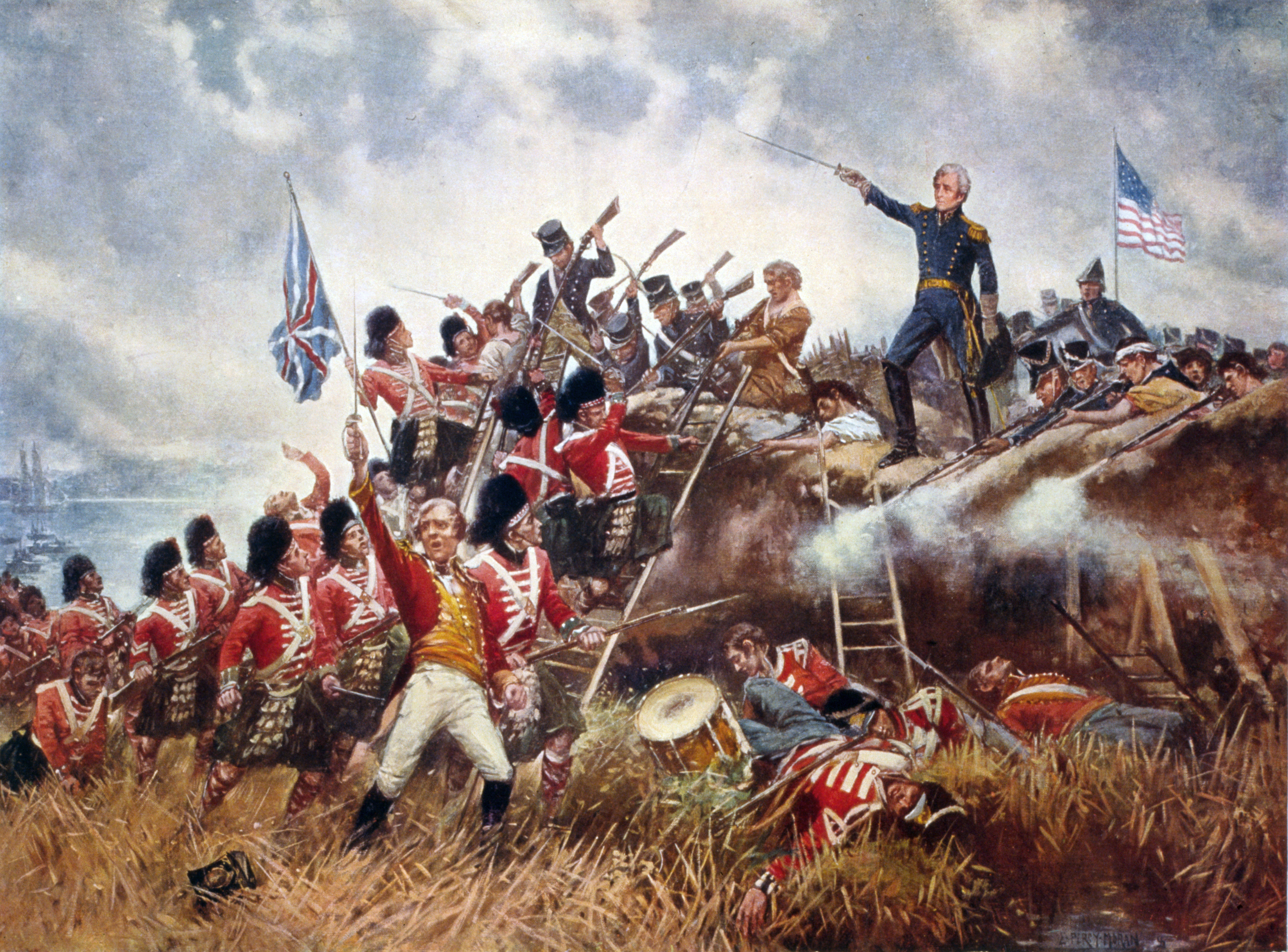
뉴올리언즈 전투 (1815년). 앤드루 잭슨 장군이 영국군을 물리치고 쌓아올린 방어용 난간에 서 있다., 1910년작

영미 전쟁에서 잭슨의 업적은 주목할만한 것이었다. 영국군이 뉴올리언즈를 위협하자 잭슨이 도시의 방어를 지휘했다. 그 휘하에는 일부 서부 주와 준주의 민병대가 포함되어 있었다. 그는 가혹한 장교였지만, 부하 병사에서 인기가 있었다.
그는 군대에서 명성을 얻었고 숲 지대의 전장에서 "오래된 히코리 같이 튼튼한" "tough as old hickory"라는 애칭을 얻었다. 1815년 1월 8일 뉴올리언스 전투에서 휘하의 5,000명의 병사들을 이끌고 7,500명 이상의 병력을 가진 영국군에 승리했다. 이 전투에서 영국군은 부상자 2,037명, 사망자 291명(고위 장교 3명 포함), 1,262 경상, 484명이 포로로 잡히거나 혹은 실종되었다. 미군은 부상자 71명, 사망자 13명, 경상자가 39명, 실종자 19명에 불과했다.
이 전투에서 승리로 잭슨은 전국적인 명성을 얻게 되었다. 1815년 2월 27일, 잭슨은 의회 감사 성명과 금메달을 수여받았다. 알렉시스 드 토크빌은 이후 '미국의 민주주의'에서 다음과 같이 잭슨을 논평했다.
| “ | 앤드류 잭슨은 대통령으로 성장했고, 그는 오직 20년 전에 쟁취한 뉴올리언즈 성벽의 승리의 추억에 머물렀다. | ” |

### 세미놀 전쟁
잭슨은 제1차 세미놀 전쟁 동안 다시 군 복무를 했다. 1817년 12월, 제임스 먼로 대통령은 조지아에서 세미놀 족과 크릭 족에 대항하여 작전을 이끌도록 명령했다. 또한 스페인령 플로리다가 흑인 탈주 노예의 피난처가 되는 것을 막도록 지시했다. 비평가들은 이후 잭슨이 수행한 플로리다의 작전이 명령을 벗어났다고 주장했다. 그가 받은 명령은 "분쟁을 종결하라"는 것이었다. 잭슨은 이것이 플로리다를 제압하는 가장 좋은 방법이라고 믿고 있었다. 임무를 수행하기 전 잭슨은 먼로에게 편지를 보내 다음과 같이 썼다.
| “ | 어떤 수단이던 동원하게 해 주세요 ... 플로리다의 소유는 미국에게 바람직한 것이고, 60일만에 끝낼 수 있습니다 | ” |
|   | — 앤드루 잭슨                                                                                              |   |

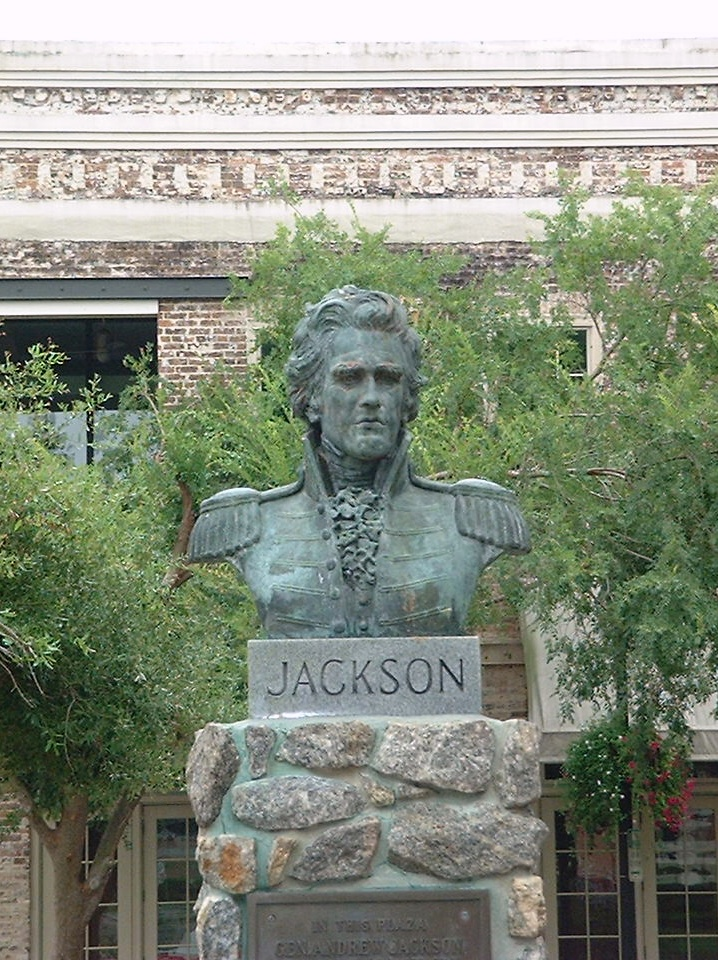
펜사콜라에 있는 퍼디난드 7세 광장의 군정 지사 잭슨의 흉상

먼로 대통령은 국제적인 비난을 피하기 위해 잭슨에게 고의로 애매한 명령을 내렸다.
세미놀족은 잭슨이 지휘하는 테네시 민병대를 공격했다. 그러나 세미놀 족의 기습은 그들의 마을을 무방비 상태로 만들었고, 잭슨의 군대가 오히려 마을과 농작물을 불태웠다. 그래서 스페인과 영국이 은밀하게 지원하고 있다는 증거가 되는 편지를 발견했다. 잭슨은 영국과 스페인이 원주민의 전투를 지원하는 한, 미국의 안전이 보장되지 않는다고 믿고 있었다. 그리고 자신의 행동은 자기방위를 위한 것이었다고 주장했다. 잭슨은 위협사격만으로 펜사콜라를 점령하고 스페인 주지사를 추방했다. 그리고 2명의 영국인, 로버트 암브리스터와 알렉산더 아부스놋을 체포하여 처형시켰다. 아부스놋은 원주민에 대한 지원과 협력을 담당하고 있었다.
잭슨은 이곳에서도 원주민을 대량 학살하는 정책으로 여자 아이를 우선 죽이고, 소택지에서 철저한 초토화 작전을 실시했다. 잔인하고 냉혹한 잭슨의 모습은 세미놀족을 뒤흔들었고 그들은 잭슨을 "면도칼"이라고 불렀다. 잭슨에게 대항하는 흑인 탈주 노예는 세미놀족의 영토로 도망가서 세미놀족과 미군에 대항하여 싸웠다. 이후 "세미놀 전쟁"에서 흑인들과 원주민 혼혈이 늘어나고, 그들은 블랙 세미놀이라고 불리게 되었다.
잭슨의 영국인 처형과 스페인령에 침범은 국제 문제를 일으켰다. 먼로 행정부의 많은 관료가 잭슨을 견책하도록 요구했지만, 잭슨의 작전은 명백한 운명의 초기 신봉자이자 국무 장관인 존 퀸시 애덤스가 그를 옹호헤 주었다. 스페인 총리가 잭슨에 대해 "적절한 처벌"을 요구했을 때, 애덤스는 다음과 같이 답변했다.
| “ | 스페인은 즉각 영토를 보호할 수 있는 적절한 군대를 파견하던가 아니면, 미국에게 그 지방을 양도해야 합니다. 그것이 정상적인 소유입니다. 그러나 사실 그것은 좀 귀찮은 일이긴 합니다. | ” |

애덤스는 잭슨의 점령과 스페인의 약점을 이용하여 《애덤스 - 오니스 조약》으로 스페인으로부터 플로리다를 할양받았다. 잭슨은 군정 지사로 임명되었으며, 1821년 3월 10일부터 1821년 12월 31일까지 같은 직책을 맡았다.

## 대통령 선거
테네시주 의회는 1822년에 잭슨을 대통령후보로 지명하였다. 또한 다시 그를 연방상원의원으로 선출하였다. 1824년까지 민주공화당은 유일하게 제 기능을 하는 미국의 국민정당이었다. 이 당의 대통령후보는 비공식적인 간부회의에 의해 선출되었으므로, 이를 불평하는 분위기가 팽배하였다. 그리하여 1824년에는 민주공화당 소속 하원의원 대부분이 간부회의를 불참한 가운데, 회의의 출석자들은 윌리엄 H. 크로퍼드 재무장관을 대통령 후보로, 앨버트 갤러틴 전 주프랑스 공사를 부통령 후보로 지지하였다. 그러자, 한달 뒤 펜실베이니아주에서 열린 민주공화당 당원집회는 “비공식적인 간부회의의 후보 선출은 ‘국민의 목소리’를 무시하고 ‘그(크로퍼드)가 보통의 민주주의 후보였다고 속여, 미국 국민에게 확신을 받고 있을지도 모른다는 헛된 바램’일 뿐이라고 결정한다”고 선언하고, 잭슨을 대통령 후보로 지명하였다. 이에 대해 갤러틴은 잭슨을 ‘정직한 자들과 군사적 영광을 숭배하는 자들의 우상이지만, 무능하고 군인으로서의 습관이나 법률과 헌법의 조항을 습관적으로 무시하는 자세는 직무에 완전히 부적격하다’고 비판하였다.
결국, 대통령 선거에는 잭슨, 크로퍼드에 더하여, 국무장관인 존 퀸시 애덤스 및 하원의장 헨리 클레이 시니어가 후보로 출마하였다. 잭슨은 일반투표에서 최다표를 획득하였으나, 과반수에는 이르지 못했다. 선거인단 투표에서도 과반수를 획득하지 못하여, 대통령의 선출은 하원에 위임되었다. 그 결과, 애덤스가 대통령으로 선출되었는 바, 이는 클레이가 자신은 애덤스를 지원한다고 선언하였기 때문이었다. 잭슨의 지지자들은 그 결과를 ‘부정한 거래’라고 규탄하였다. 대통령에 취임한 애덤스는 클레이를 국무장관에 임명하였다. 그렇지만, 잭슨의 패배는 그의 정치적인 신임을 높여 주었다. 많은 유권자가 ‘민중의 후보가 동쪽의 부정한 귀족에 의해 약탈되었다’고 생각하였다.
잭슨은 1825년 10월에 상원의원을 사퇴하였지만, 여전히 대통령의 자리를 모색했다. 테네시주 의회는 다시 잭슨을 대통령 후보로 지명했다. 잭슨은 부통령 존 C. 칼훈, 상원의원 마틴 밴 뷰런, 토마스 리치(Ritchie)를 자기 진영으로 끌어들였다. 특히, 밴 뷰런과 리치는 앞선 선거에서는 크로퍼드를 지지했던 바 있다. 밴 뷰런은 필라델피아와 리치몬드의 친구들로부터의 조력을 얻어, 옛 공화당을 되살려, ‘민주당’이라고 하는 새로운 이름을 부여했다. 민주당의 결성에 의해 정당에 의한 경쟁을 복원하고, 전국적인 조직을 갖추어 나갔다. 잭슨 진영은 애덤스를 솜씨 좋게 격파했다.
선거전 동안, 애덤스 진영은 잭슨을 jackass(수당나귀, 멍청이)라 불렀다. 잭슨 자신은 이 호칭을 좋아하였고, 역으로 이를 이용하여, 잠시 수당나귀를 상징으로 사용하였다가, 그 후 중단하였다. 그렇지만, 풍자만화가 토마스 나스토 가 후에 이를 보급하여, 당나귀는 민주당의 상징이 되었다.
선거전은 사생활의 폭로 등 노골적인 네거티브 전략(Negative campaigning)으로 시종일관하였다. 양 후보 모두 개인적으로는 그런 전략이 아니었지만, 지지자들은 그런 전략을 조직화하여 행하였다. 양 후보 모두 언론을 통해 수사적인 말로 공격하고, 잭슨의 부인 레이첼 여사가 중상모략되기에 이르자, 폭로전은 절정에 달했다. 레이첼은 잭슨의 취임전인 1828년 12월 22일에 급사하여 크리스마스 이브에 매장되었다. 잭슨은 자기를 모욕한 자는 허용하였지만, 처를 공격한 자는 결코 용서하기 않는다고 말하였다.
선거는 전쟁의 영웅으로서 지지를 얻은 잭슨이 승리하였다.

## 대통령 직무의 수행(1829~37)
잭슨은 자기자신의 정치가로서의 정체성을 서민의 편에 두고, 이미지를 형성하였다. 그는 백악관의 앞에서 치즈를 놓아두고 민중들에게 나누어주었고, 백악관의 견학 여행을 기획하였는데, 그의 대통령 취임의 축하 연회에서 민중의 지나친 행동이 수습되지 않는 장면도 있었다.

### 행정부의 구성원
- 대통령: 앤드루 잭슨 1829-1837
- 부통령: 존 C. 칼훈 1829-1832
  - : 마틴 밴 뷰런 	1833-1837
- 국무장관: 마틴 밴 뷰런 1829-1831
  - : 에드워드 리빙스톤 1831-1833
  - : 루이스 매클레인 1833-1834
  - : 존 포사이스 1834-1837
- 재무장관: 새무얼 인댐 1829-1831
  - : 루이스 매클레인 1831-1833
  - : 윌리엄 듀안 1833
  - : 로저 토니 1833-1834
  - : 레비 우드베리 1834-1837
- 육군장관 : 존 이튼 1829-1831
  - : 루이스 캐스 1831-1836
- 사법장관: 존 베린 1829-1831
  - : 로저 토니 1831-1833
  - : 벤자민 프랭클린 버틀러 1833-1837
- 우정정관: 윌리엄 배리 1829-1835
  - : 에이모스 캔댈 1835-1837
- 해군장관: 존 브랜치 1829-1831
  - : 레비 우드베리 1831-1834
  - : 말론 디커슨 1834-1837

### 내정: “잭슨 민주주의”
한편, 그는 원주민이나 흑인을 차별하는 인종차별주의자였다. 원주민 이주법 제정과 서명(1830년 5월)으로 원주민을 머나먼 원주민 보호구역으로 강제로 이주하게 했다. (→눈물의 길) 또한, 잭슨 자신은 테네시주의 플랜테이션에서 100명 이상의 흑인 노예를 소유하고 이들을 혹사시켰다. 잭슨 시대까지는 백인남자 보통선거제가 확립되어 있었고, 그 시대는 잭슨 민주주의라고도 불린다. 또한, 관리의 상당수를 교체하여 자신의 지지자들을 관리로 임명한 엽관제를 도입하였다. 당시 이 정책이 독직 구조를 혁파한다고 생각했었고, 이것이 관례였다.
거대 정부를 바라지 않은 잭슨은, 일찍이 정부가 설립한 미합중국 제2 은행을, 주마다의 독자재정을 박탈함과 함께 서민의 이익에 따르지 않는 것이라며 이를 적대시하여, 자신의 정치생명을 걸고 폐지를 위해 힘썼다.(그의 유명한 발언으로 “그 은행이 날 죽이려 하지만, 내가 그것을 없앨 것이다.(the bank is trying to kill me, but I will kill it)”) 잭슨은 연방의회가 인정한 제2 은행의 특허갱신에 대하여 거부권을 행사하였다. 그때까지 거부권은 명확히 위헌의 가능성이 있는 때에 행사하는 것이 관례여서, 잭슨의 행동은 혁신적인 것이었다. 왜냐하면, 연방대법원도, 연방의회도 제2은행은 합헌이라고 여겼기 때문이다. 의회는 이에 반발하여, 이름난 상원의원이 연설을 행하기도 했다. 그러나, 결국 거부권을 뒤짚기에 필요한 3분의2의 표를 반잭슨파는 확보하지 못해, 제2 연방은행은 연방의 보증을 잃고, 궁지에 몰리게 되었고, 그 뒤에도 잭슨의 여러 가지 정책에 의해 파산에 내몰리게 된다.
이런 일로도 알 수 있듯이 잭슨은 연방에 대한 주(州)의 권리를 중요시하는, 남부 출신의 주권(州權)주의자였다. 잭슨 시대의 연방정부는 균형재정을 유지하고, 부채를 지지 않았다. 그러나 사우스캐롤라이나주에서 연방법을 주의 권한으로 무시하고, 주는 합중국으로부터 자유롭게 이탈할 수 있다는 운동이 일어나자(무효화의 위기), 잭슨은 이 움직임을 강하게 견제하였다. 결과적으로 사우스캐롤라이나의 이반은 와해되었지만, 그 시대의 이러한 운동은 훗날 에이브러햄 링컨 시대의 남부 여러 주의 연방이탈 시의 운동에 강한 영향을 미쳤다.

### 원주민 축출
1832년 3월, 보호구역에 있던 세미놀 족 수장들이 미국 정부와의 협상을 위해 소집되었다. (패인즈 랜딩 조약 참조) 7월에는 검은 독수리라고 불리는 인디언 추장이 백인마을을 습격하였다.

### 외교
잭슨 정부의 2기(期) 동안 외교에 있어서는 대체로 평온하였다. 가장 심각한 위기는 프랑스와 있었는데, 잭슨이 임기를 개시한 1829년, 나폴레옹 시대까지 거슬러 올라가는, 미국 선박들의 나포에 따른 약탈에 보상 요구가 미국과 프랑스 정부 간의 긴장 관계를 야기하였다. 20여년전, 나폴레옹 치세의 프랑스 해군이 미국 선박들을 나포하고 어떤 보상이나 사법적 절차도 없이 강제 노역을 시키고서는 스페인의 항구로 그 배들을 끌고 갔었다. 국무장관 마틴 밴 뷰런에 따르면, 미국과 프랑스 간의 관계는 "희망이 없었다."  그런데 이를 잭슨 정부의 주(駐)프랑스 공사 윌리엄 캐벨 리브스가 외교를 통하여, 배상금으로 2500만 프랑(500만달러)를 지급하는 배상금 조약에 프랑스가 서명(1831년 7월 4일)하도록 하였다. 그러나, 프랑스 정부는 내부의 재정 결핍과 정치적 어려움으로 납부를 연체하였다. 프랑스의 루이 필리프 1세와 그의 내각은 프랑스 대의원(代議院)을 비난하였다. 1834년까지도 프랑스 정부가 보상금을 지급하지 않자, 잭슨은 분노하였고 더 이상 참을 수 없게 되었다. 1834년 12월 1일자, 메시지를 통한 제6차 국정 연설에서 프랑스 정부의 납입 연체를 단호하게 질책하고, 미연방정부는 프랑스 정부에 단단히 실망했다는 점을 표명하고, 프랑스에 대한 무역 보복을 승인해 줄 것을 의회에 요청하였다. 이와 같이 잭슨은 전쟁이라도 불사하겠다는 태도를 취하였고, 휘그당은 그의 호전성을 비웃었다.
잭슨의 성명에 모욕감을 느낀 프랑스인들은 사과를 요구하였다. 1835년 12월 7일자, 메시지를 통한 제7차 국정 연설에서 잭슨은 사과하기를 거절하면서, 그는 프랑스인들에 대해 좋은 견해를 가지고 있으며 그의 의도는 평화적인 것이라고 해명하였다. 그는 조약의 배경이 되는 역사에 대해서 길고도 자세하게 설명하였고, 또한 프랑스 정부가 의도적으로 지급을 지연하는 것이라는 그의 신념도 설명하였다. 프랑스 정부는 잭슨의 교서를 진지하게 받아들이고 1836년 2월에 마침내 보상금을 지급하였다.프랑스 뿐만 아니라, 잭슨 정부는 덴마크, 포르투갈, 스페인과의, 약탈에 따른 보상금 청구도 성공적으로 합의하였다.
큰 성과는 또 있었다. 전임자 존 퀸시 애덤스가 실패했던 것과 대조적으로, 잭슨 정부는 영국과의 무역 조약을 성공적으로 협상하였던 것이다. 영국의 총리가 교체되었고, 또 영국의 무역 정책이 자유무역주의로 나아간 것에도 성공요인이 있었다. 이 조약으로, 미국의 상선들이 서인도 식민지들에서의 무역을 재개하였다. 또한, 잭슨 정부의 국무부는 활발히 움직여서 러시아 제국 · 스페인 · 오스만 제국 · 라따나꼬신 왕국(1833년)과의 무역 조약의 체결도 완수하였다. 라따나꼬신 왕국과의 무역 조약은 미국이 아시아 국가들과 맺은 최초의 조약이다. 결과적으로 미국의 수출은 75%, 수입은 250% 증가하였다. 1832년부터 1834년까지 응우옌 왕조 · 라따나꼬신 왕국 · 머스캣에서의 임무를 수행하고 미국으로 돌아간 특사 에드먼드 로버츠는 국무장관 루이스 맥레인에게 보고서를 제출하였다. 그 보고서에서 그는 "조선 및 북부 중국과 통상을 여는 길은 먼저 일본과 조약을 맺는 것"이라고 하였으나, 몇 년 후 그가 병사하는 바람에 일본과의 교섭은 성사되지 못하였다. 이로서 잭슨 정부는 청나라 · 에도 막부와의 무역을 개시하는 데에는 성공하지 못하였다. 그리고 잭슨 정부는 남아메리카에서의 영국의 존재와 힘을 꺾지 못했다. 또한 멕시코로부터 텍사스를 500만 달러에 매입하려던 시도도 실패하였다. 주(駐)멕시코 임시대리대사 앤소니 버틀러는 텍사스를 무력으로 점령하자고 제안했지만, 잭슨은 이를 거절하였다. 버틀러는 잭슨의 집권 말기에 교체되었다.

## 기타
법률 및 정치 경력 이외에도 잭슨은 노예주, 농장주 및 상인으로도 성공했다. 1803년에 그는 갤러틴에 최초의 잡화점을 건설했다. 1804년 내쉬빌 데이빗슨 카운티 근처에 2.6km2 면적의 허미티지 농장을 구입했다. 그 후 1.5km2를 추가하여 결국 425ha에 이르는 농장으로 성장했다. 주요 작물은 면화로 흑인 노예를 이용하여 재배하였다. 잭슨은 9명의 흑인노예에서 시작하여 1820년에는 44명, 이후 150명의 흑인 노예를 소유했다. 잭슨은 생애 최대 300명의 흑인(혼혈 포함) 노예를 소유했을 가능성이 있다.
잭슨은 1818년에 차카소 네이션과 토지 판매 협상을 통해 테네시 서부의 토지 투기를 했다. 또한 1819년 멤피스 설립을 한 3명의 투자자 중 한 명이었다.
앤드루 잭슨은 대통령이 되기까지 13번 결투를 하였다. 이 대가로 사망할 때까지 그의 몸에는 두 개의 총탄이 박혀있었다. 하나는 1819년 친구와 도박 빚을 놓고 싸우다가 생겼고, 두 번째 총탄은 1835년 리처드 로렌스라는 페인트공이 쏜 총에 맞았으나 총알이 급소를 비켜갔기 때문에 살아남았다. 이 사건은 미국 대통령 역사상 최초의 암살 기도였다. 현재 통용하는 미국의 20달러 지폐에는 그의 초상화를 새겼다.

## 경력
- 노스캐롤라이나대학교 졸업
- 1821~1829년:플로리다 주지사
- 1829~1837년:미국의 제7대 대통령

## 참고 문헌
- Latner, Richard B. (2002). 〈Andrew Jackson〉.   Graff, Henry. 《The Presidents: A Reference History》 7판. 101–123쪽. ISBN 0-684-80551-0.

## 같이 보기
- 뱅크 워(영어판)

## 역대 선거 결과
| 선거명      | 직책명                       | 대수 | 정당       | 득표율 | 득표수 (선거인단)       | 결과 | 당락                   |
| ----------- | ---------------------------- | ---- | ---------- | ------ | ----------------------- | ---- | ---------------------- |
| 1796년 선거 | 하원의원 (테네시 광역선거구) | 4대  | 민주공화당 | 98.93% | 1,113표                 | 1위  | 테네시주 하원의원 당선 |
| 1797년 선거 | 상원의원 (테네시 제1부)      | 5대  | 민주공화당 | 60.61% | 20표                    | 1위  | 테네시주 상원의원 당선 |
| 1823년 선거 | 상원의원 (테네시 제2부)      | 18대 | 민주공화당 | 58.33% | 35표                    | 1위  | 테네시주 상원의원 당선 |
| 1824년 선거 | 미국의 부통령                | 7대  | 민주공화당 | 5.00%  | 0표 (13명)              | 4위  | 낙선                   |
| 1824년 선거 | 미국의 대통령                | 6대  | 민주공화당 | 41.31% | 150,385표 (99명) (71표) | 2위  | 낙선                   |
| 1828년 선거 | 미국의 대통령                | 7대  | 민주당     | 55.97% | 642,553표 (178명)       | 1위  |                        |
| 1832년 선거 | 미국의 대통령                | 7대  | 민주당     | 54.24% | 701,780표 (219명)       | 1위  |                        |